# Герлаховски-Штит
Ге́рлаховски-Штит (словац. Gerlachovský štít, в просторечье также Герлах или Герлаховка) — самая высокая гора Высоких Татр и соответственно всех Карпат. Её высота над уровнем моря составляет 2655 м. Она является самой высокой точкой современной Словакии и была наивысшей точкой также в бывшей Чехословакии и Королевстве Венгрия. Название горы происходит от местечка Герлахов у её подножья. Штит по-словацки означает «щит», «пик», «вершина».

## История названия
Название горы часто менялось в зависимости от политической ситуации. Её изначальное название было Герлах. Во время венгерского господства над территорией современной Словакии гора называлась Герлахфалви чуч. С 1896 по 1919 год называлась в честь императора Франца Иосифа Franz-Joseph-Spitze (нем.) и Ferenc József csúcs (венг.) С 1919 по 1949 год гора с перерывами называлась Герлах(овка), успев побывать в промежутке и Штитом Легионеров и Словацким Штитом. Поляки называли её Szczyt Polski. С 1949 по 1959 именовалась Сталинским Штитом (Пик Сталина), «в благодарность за освобождение от гитлеровских войск». С 1959 года носит своё нынешнее имя.